# Elle danse sexy
Singles de Logobi GT
Un bail ke yes! Gâter le koin
Elle danse sexy est un single musical du groupe français Logobi GT (en), sorti en octobre 2010. La chanson est produite en collaboration avec la chanteuse BB Model. La publication sur YouTube recense actuellement 132 millions de vues. Le single atteint la 35e place des classements français en 2011,.